# Emilio Zanoni
Emilio Zanoni (Cremona, 25 settembre 1914 – Ponte di Legno, 15 agosto 1995) è stato un politico italiano.

## Biografia
Laureato in giurisprudenza all'Università degli Studi di Pavia. Esponente del Partito Socialista Italiano, fu sindaco di Cremona per due mandati dal 1970 al 1980, e venne eletto senatore della Repubblica nel 1958 per la III legislatura, fino al 1963.
Dopo la sua morte - avvenuta nell'agosto 1995 all'età di 80 anni - una parte della sua biblioteca personale è stata donata alla biblioteca del Collegio Borromeo.